# Polissoirs de la Crémaillère
Les polissoirs de la Crémaillère sont deux polissoirs situés à Monthou-sur-Cher dans le département français de Loir-et-Cher.

## Description
Les deux polissoirs ont été découverts par le docteur Hauray en  1901 près du ruisseau des Anguilleuses. Ils sont constitués de deux blocs de poudingue lustré à silex d'origine locale.
Le premier polissoir est un bloc de 3,40 m de longueur sur 2,50 m de largeur. Il comporte dans son angle ouest six cuvettes dont une de 30 cm de long sur 15 cm de large et 3,5 cm de profondeur et une autre de 35 cm de long sur 12 cm de large et 1,8 cm de profondeur.
Le second polissoir, dénommé polissoir de la Pyramide probablement en raison de sa forme, est un bloc de 2,10 m de longueur sur 1,10 m de largeur. Il comporte dans son angle sud trois cuvettes de respectivement 26 cm de long sur 12 cm de large et 3 cm de profondeur, 15 cm de long sur 6 cm de large et 0,5 cm et 19 cm de long sur 7,5 cm de large.